# Ölbrechts
Ölbrechts ist ein Gemeindeteil des oberschwäbischen Marktes Ottobeuren im Landkreis Unterallgäu.

## Geografie
Die Einöde Ölbrechts liegt etwa drei Kilometer östlich von Ottobeuren. Er ist über die Staatsstraße 2013 mit dem Hauptort verbunden. Durch die Fluren Ölbrechts fließt der Sodenbach, ein Nebengewässer der Schwelk.

## Geschichte
Ölbrechts wurde erstmals 1451 urkundlich erwähnt. Im Jahre 1564 hatte der Ort 14 Einwohner. Im Dreißigjährigen Krieg wurde die Einöde vollständig zerstört und nach 1648 wieder aufgebaut. 1811 bestand die Einöde aus zwei Anwesen mit elf Einwohnern, 1961 bestand nur ein Anwesen mit vier Einwohnern. Der Ort gehörte zur Gemeinde Betzisried und wurde mit dieser am 1. Januar 1972 im Zuge der Gebietsreform in Bayern in den Markt Ottobeuren eingegliedert. 